# 프시타코사우루스과
프시타코사우루스과(Psittacosauridae 프시타코사우리다에[*])는 각룡류 공룡의 한 그룹으로 1억4020만년 전부터 9960만년 전까지 살았다. 프시타코사우루스과는 미국의 고생물학자인 헨리 페어필드 오스본에 의해 1923년에 명명되었다. 분지군으로서의 정확한 정의는 2005년에 폴 세레노가 다음과 같이 내렸다. "프시타코사우루스 몽골리엔시스를 포함하는 줄기분지군으로 트리케라톱스 호리두스보다 프시타코사우루스에 가까운 모든 종들의 집합".
프시타코사우루스과는 백악기 전기 아시아에 살던 원시적인 각룡류들로 구성된다. 프시타코사우루스 외에 홍샤노사우루스만이 여기에 포함되는데 홍샤노사우루스는 프시타코사우루스의 한 종일 가능성도 있다.